# 大川站 (中国)
大川站是位于吉林省敦化市大川村的一个铁路车站，建于1938年，有长图铁路经过该站，现仅办理货运业务，不办理客运业务，车站及其上下行区间均未电气化。车站距离长春站294公里，隶属中国铁路沈阳局集团，是四等站。